# Heinz Ziegler
Heinz Ziegler (Darkehmen, 19 maggio 1894 – Gottinga, 21 agosto 1972) è stato un generale tedesco.
Ufficiale della Wehrmacht durante la seconda guerra mondiale, si distinse soprattutto sul fronte orientale nel 1941-42 e in Nordafrica nel corso della campagna di Tunisia nel 1943.

## Biografia
Heinz Ziegler si diplomò alla scuola militare il 5 settembre 1912 ed entrò subito nel 15º reggimento di artiglieria a piedi "Pomerania". Il 20 maggio 1914 venne promosso tenente. Con l'inizio della prima guerra mondiale venne trasferito al fronte ed il 18 giugno 1917 ottenne la croce di ferro di I e II classe.
Al termine del primo conflitto mondiale, venne assegnato al 2º reggimento di artiglieria del Reichswehr. Nella primavera del 1924 venne destinato alla 4ª batteria del 2º reggimento d'artiglieria "Güstrow". Il 1º marzo 1925 venne promosso capitano e venne trasferito in quanto tale al ministero della difesa a Berlino come dipendente per la riorganizzazione dell'esercito tedesco. Nella primavera del 1926 divenne capo della 6ª batteria del 6º reggimento di artiglieria a Minden, tornando al ministero della difesa di Berlino già dalla primavera dell'anno successivo. Nel 1931 venne selezionato come capo della 2ª batteria del 2º reggimento d'artiglieria di stanza a Stettino, venendo promosso maggiore nel 1933. Il 1º giugno 1935 venne promosso tenente colonnello e poi il 1º gennaio 1938 divenne colonnello. Il 10 novembre 1938 divenne comandante del 98º reggimento di artiglieria di stanza in Stiria.
Con la mobilitazione allo scoppio della seconda guerra mondiale, fu nell'estate del 1939 affidato allo stato maggiore dell'esercito. Già dal 15 settembre 1939 venne nominato vice generale del IV Corpo d'armata di stanza a Dresda. Il 1º febbraio 1940 divenne capo di stato maggiore del XXXXII Corpo d'armata, prendendo poi parte alla campagna occidentale, istituendo successivamente il proprio comando generale sulla costa del Canale della Manica. Dal novembre del 1941 venne messo in riserva per poi essere richiamato ai primi di dicembre con la nomina dal 1º gennaio 1942 al grado di maggiore generale, venendo trasferito a Berlino dal 1º aprile di quello stesso anno.
Il 3 dicembre 1942 venne promosso tenente generale e inviato in Tunisia per collaborare con il generale Hans-Jürgen von Arnim nella costituzione di un nuovo fronte tedesco contro le truppe alleate sbarcate in novembre nel Nord-Africa francese. Durante la campagna tunisina Ziegler si distinse per le sue capacità tattiche con truppe corazzate, in particolare, infliggendo una dura sconfitta alle inesperte forze americane nel febbraio 1943 a Passo Faid e a Sidi Bou Zid.
A marzo Ziegler divenne per breve tempo comandante supremo della 5ª Panzerarmee in Africa settentrionale, prima di essere richiamato sul continente e quindi evitare la cattura al momento del crollo delle difese dell'Asse in Africa. Ottenne quindi il III Panzerkorps per poi essere messo in riserva. Il 24 febbraio 1944 venne nominato inviato speciale per l'unificazione economica dell'esercito e dal 22 novembre 1944 fu nuovamente messo in riserva non ottenendo più alcun comando sino alla fine della guerra.